# Głaz narzutowy na placu Wolności w Raciborzu
Głaz narzutowy na placu Wolności – pochodzący z epoki lodowcowej głaz narzutowy z granitu (z licznymi domieszkami), umiejscowiony na placu Wolności w Raciborzu. Jest największym spośród wszystkich głazów odnalezionych na terenie Kotliny Raciborskiej i największym spośród głazów pomnikowych w województwie śląskim oraz na całym Śląsku. W roku 1960 został ustanowiony pomnikiem przyrody. 

## Charakterystyka
Jest to głaz granitowy składający się z czerwonego skalenia oraz kwarcu. Waży 42,5 t, jego objętość wynosi 16,5 m³, długość 3,25 m, a wysokość – 2,25 m. Znajduje się na środku placu Wolności, na działce nr 843/175. Obok głazu przebiegają dwa szlaki turystyczne, żółty Szlak im. Polskich Szkół Mniejszościowych i czerwony Szlak Husarii Polskiej.

## Historia
Głaz pochodzi ze Skandynawii i został przyniesiony do Kotliny Raciborskiej przez lodowiec w czasie zlodowacenia Sanu II. Został odkryty w 1927 roku w piaskowni Karola Popelli w Wojnowicach. W 1929 roku całkowicie go odsłonięto, a w roku 1934, za radą jednego z wojnowickich nauczycieli, Alfonsa Nentwiga, mimo olbrzymich rozmiarów i wagi, został przetransportowany do Raciborza na obecne miejsce, wówczas zwane placem Adolfa Polko (niem. Polkoplatz). Operacja przewiezienia głazu była w owym czasie sporym przedsięwzięciem. Podwozie, na którym przetransportowano głaz, zostało wypożyczone z fabryki dywanów w Kietrzu. Na podwoziu umieszczono z kolei specjalnie wyprodukowany na ten cel kocioł z firmy Siemens-Plania Werke (obecnie SGL Carbon, dawny ZEW S.A.). Do zamocowania obiektu użyto uchwytów i lin udostępnionych przez firmę Fröhlich, a raciborska kolej użyczyła szyn oraz podkładów kolejowych. Jako środka transportu użyto platformy ciągniętej przez dwie lokomobile parowe, wypożyczone przez hrabiego Lichnowskiego z Kuchelnej. Na swoje miejsce dotarł ostatecznie 6 czerwca 1934 roku. Po ustawieniu go na miejscu otoczono go niewielkim murkiem, przegrodzonym tabliczkami z nazwiskami bojowników ruchu narodowo-socjalistycznego. Zastąpił stojącą wcześniej w tym miejscu pierwszą w historii Raciborza publiczną fontannę, ufundowaną przez Adolfa Polko. Uroczystej inauguracji dokonano 1 lipca 1934 roku. Głaz miał być symbolem nowych czasów jako tysiącletnie monumentum ruchu narodowo-socjalistycznego. W roku 1945 murek zlikwidowano.
Od 10 czerwca 1960 roku orzeczeniem nr 179 Prezydium Wojewódzkiej Rady Narodowej w Opolu posiada status pomnika przyrody nieożywionej. Ponowne orzeczenie o uznaniu głazu za pomnik przyrody wydał również w rozporządzeniu nr 21/05 z dnia 16 czerwca 2005 roku wojewoda śląski.